# Магнитогорская епархия
Магнитого́рская епархия — епархия Русской православной церкви, объединяющая приходы и монастыри в южной части Челябинской области (в границах Агаповского, Брединского, Верхнеуральского, Карталинского, Кизильского и Нагайбакского районов). Входит в состав Челябинской митрополии.
Кафедральный собор: Вознесенский в Магнитогорске.

## История
Магнитогорское викариатство Челябинской епархии учреждено решением Священного Синода Русской Православной Церкви от 19 июля 2006 года. После 2008 года не замещалось.
26 июля 2012 года Священный Синод Русской православной церкви определил создать самостоятельную Магнитогорскую епархию, выделив её из состава Челябинской епархии и включить в состав Челябинской митрополии

## Епископы
Магнитогорское викариатство
- Феофилакт (Курьянов) (24 сентября 2006 — 6 октября 2008)

Магнитогорская епархия
- Иннокентий (Васецкий) (11 октября 2012 — 30 августа 2019)
- Григорий (Петров) (30 августа 2019 — 26 декабря 2019) временно управляющий, митрополит Челябинский[3]
- Зосима (Балин) (с 26 декабря 2019)

## Благочиния
Епархия разделена на 7 церковных округов:
- Агаповское благочиние — Агаповский район (благочинный — протоиерей Сергий Резепов);
- Брединское благочиние — Брединский район (благочинный — иерей Дмитрий Крапива);
- Верхнеуральское благочиние — Верхнеуральский район (благочинный — протоиерей Алексей Зотов);
- Карталинское благочиние — Карталинский район и пгт. Локомотивный (иеромонах Евфимий Агеев);
- Кизильское благочиние — Кизильский район (благочинный — протоиерей Андрей Стадник);
- Магнитогорское благочиние — город Магнитогорск (благочинный — иерей Сергий Баклицкий);
- Нагайбакское благочиние — Нагайбакский район (благочинный — протоиерей Андрей Иващук).

## Монастырь
- Симеоно-Анненский монастырь в селе Кизильском (женский).